# 스몰풋
《스몰풋》(Smallfoot)은 미국에서 제작된 캐리 커크패트릭 감독의 2018년 애니메이션, 코미디, 가족, 판타지 영화이다. 채닝 테이텀 등이 주연으로 출연하였고 글렌 피카라 등이 제작에 참여하였다.
스몰풋은 워너브라더스 픽처스에 의해 2018년 9월 28일 미국에서 극장 개봉되었다. 비평가들로부터 긍정적인 평가를 받았다.

## 출연

### 주연
- 채닝 테이텀
- 젠다야 콜맨
- 제임스 코든

### 조연
- 커먼
- 르브론 제임스
- 지나 로드리게즈
- 대니 드비토
- 야라 샤히디
- 엘리 헨리
- 지미 타르토

## 기타
- 제작총괄: 필 로드
- 제작총괄: 크리스 밀러
- 제작총괄: 자레드 스턴
- 제작총괄: 니콜라스 스톨러